# Hadwiger-sejtés (gráfelmélet)
Ez a szócikk Hadwiger gráfelméleti sejtéséről szól. Lásd még: Hadwiger-sejtés (kombinatorikus geometria)

Az ábrán látható gráf színezéséhez négy színre van szükség; látható továbbá négy összefüggő részgráfja, melyek minorként összehúzva teljes gráfot adnak, illusztrálva ezzel a Hadwiger-sejtés k = 4 esetét.

A matematika, azon belül a gráfelmélet területén a Hadwiger-sejtés szerint ha egy G irányítatlan gráf minden (jó) színezéséhez k vagy több színre van szükség (azaz kromatikus száma legalább k), akkor található G-ben k olyan összefüggő, diszjunkt részgráf, melyek páronként mind éllel vannak összekötve. Ha minden ilyen részgráfon belül élösszehúzást végzünk, akkor a részgráfok egy-egy csúccsá omlanak össze, ami azt jelenti, hogy a G gráf minorja a k csúcsú teljes gráf, Kk.
Ez a Hugo Hadwiger által 1943-ban kimondott sejtés a négyszíntétel messzemenő általánosítása, ami jelenleg is messze áll a megoldástól. (Bollobás, Catlin & Erdős 1980) „a gráfelmélet egyik legmélyebb megoldatlan problémájának” nevezi.

## Ekvivalens megfogalmazások
Az előzővel ekvivalens, kontrapozíciós formában megfogalmazott állítás szerint ha a G-t nem lehet élösszehúzások sorozatával a Kk teljes gráfba átvinni, akkor G k − 1 színnel színezhető.
Vegyük észre, hogy bármely G gráf minimális k-színezésében az egyes színosztályokat egy-egy csúccsá összehúzva a Kk teljes gráfot kapjuk. Ez az összehúzási folyamat azonban nem állítja elő G minorát, mivel (definíció szerint) az azonos színosztályba tartozó csúcsok között nincsenek élek, ezért az itt alkalmazott összehúzás nem a minorok definíciójában szereplő élösszehúzás művelet. Hadwiger sejtése szerint úgy is működnie kell, azaz Kk teljes gráfot kell létrehoznia az élösszehúzásnak, ha az összehúzandó halmazok összefüggőek.
Ha Fk azt a gráfcsaládot jelöli, melyre igaz, hogy minden Fk-beli gráf minden minora (k − 1)-színezhető, akkor a Robertson–Seymour-tételből következik, akkor Fk tiltott minorainak véges halmazával karakterizálható. Hadwiger sejtése azt mondja, ki, hogy ez a halmaz egyetlen tiltott minort tartalmaz, méghozzá a Kk teljes gráfot.
A G gráfhoz tartozó Hadwiger-szám, h(G) megegyezik annak a legnagyobb Kk teljes gráfnak a k méretével, ami G-nek minora (vagy ezzel ekvivalensen, előállítható G éleinek összehúzásával). Úgy is ismert, mint G összehúzási klikkszáma (contraction clique number). A Hadwiger-sejtés így egyszerű algebrai alakban is megfogalmazható: χ(G) ≤ h(G), ahol χ(G) G kromatikus számát jelöli.

## Speciális esetek és részeredmények
A k = 2 eset triviális: egy gráfhoz pontosan akkor szükséges egynél több szín, ha van éle, és ez az él maga is egy K2 minor. A k = 3 eset szintén elég könnyű: a három színt igénylő gráfok a nem páros gráfok, melyek mindegyike rendelkezik páratlan körrel, ami összehúzható 3-körré, ami éppen a K3 minor.
A sejtést bevezető cikkben Hadwiger bizonyította is sejtését a k ≤ 4 esetekre. A K4 minor nélküli gráfok a soros-párhuzamos gráfok és azok részgráfjai. Az ilyen gráfok mindegyikében található olyan csúcs, ami legfeljebb két éllel érintkezik; a gráfból a csúcs eltávolítása után kapott maradék rekurzívan 3-színezhető, majd a csúcs visszatehető és szintén színezhető. Mivel az eltávolított csúcshoz legfeljebb két él kapcsolódik, a három szín egyike mindig elérhető lesz a csúcs visszarakásakor.
A sejtés k = 5-re való teljesüléséből következik a négyszíntétel: mivel, ha a sejtés igaz, minden legalább 5 színt igénylő gráf tartalmazná a K5-öt minorként és ezért (a Wagner-tétel értelmében) nem lenne síkba rajzolható.
Klaus Wagner 1937-ben bebizonyította, hogy a k = 5 eset valójában ekvivalens a négyszíntétellel, ezért most már biztosan tudjuk, hogy igaz. Wagner megmutatta, hogy az összes K5 minor nélküli gráf felbontható a klikk-összeg művelet segítségével olyan részekre, melyek vagy maguk is síkba rajzolhatók vagy nyolc csúcsú Möbius-létrák, és ezek egymástól függetlenül mind 4-színezhetők, így a K5-minormentes gráfok színezhetősége a síkbeli részek 4-színezhetőségéből következik.
(Robertson, Seymour & Thomas 1993) szintén a négyszíntétel felhasználásával bizonyította a sejtést a k = 6 esetre; a bizonyítást tartalmazó cikk elnyerte az 1994-es Fulkerson-díjat. Bizonyításukból következik, hogy a síkgráfok egy háromdimenziós analógiájaként előálló láncmentesen beágyazható gráfok kromatikus száma legfeljebb öt. Az eredményből következik, hogy a sejtés igaz minden k ≤ 6 esetre, de a k > 6 esetről nem mond semmit.
A k = 7 eset kapcsán néhány részeredmény ismert: minden 7-kromatikus gráf minorként tartalmazza vagy a K7-et, vagy a K4,4-et és a K3,5-öt.
Minden G gráfban van olyan csúcs, ami legfeljebb O(h(G) √log h(G)) éllel érintkezik, amiből következik, hogy egy mohó színezési algoritmus, ami eltávolítja ezt az alacsony fokszámú csúcsot, kiszínezi a megmaradó gráfot, majd visszateszi a törölt csúcsot és kiszínezi, az adott gráfot O(h(G) √log h(G)) színnel fogja színezni.
(Van der Zypen 2012) konstruált egy H összefüggő végtelen gráfot, melyre χ(H) = ω, de nem tartalmazza minorként a  Kω-t, ezzel megmutatva, hogy a sejtés megszámlálhatóan végtelen kromatikus számú gráfokra nem érvényes.

## Általánosítások
Hajós György kimondta a Hadwiger-sejtés erősebb változatát, ami minorok helyett felosztásokat használ: azaz, minden k kromatikus számú gráf tartalmazza a Kk teljes gráf egy felosztását. Hajós sejtése igaz k ≤ 4-re, de (Catlin 1979) ellenpéldákat talált k ≥ 7-re, a k = 5 és k = 6 esetek még nyitottak. (Erdős & Fajtlowicz 1981) megfigyelése szerint a Hajós-sejtés nagyon elromlik véletlen gráfokat vizsgálva: tetszőleges ε > 0 esetén, ahogy a csúcsok száma, n, tart a végtelenbe, annak valószínűsége közelít egyhez, hogy egy n csúcsú véletlen gráf kromatikus száma ≥ (1/2 − ε)n / log2 n, és hogy legnagyobb klikkfelosztásában legfeljebb cn1/2 csúcs található valamely c konstansra. Ebben a kontextusban fontos megemlíteni, hogy annak a valószínűsége is tart egyhez, hogy egy n csúcsú véletlen gráf Hadwiger-száma eléri vagy meghaladja a kromatikus számát, tehát a Hadwiger-sejtés nagy valószínűséggel igaz a véletlen gráfokra; precízebben, a Hadwiger-szám nagy valószínűséggel az n/√log n konstansszorosa.
(Borowiecki 1993) feltette a kérdést, hogy vajon a Hadwiger-sejtés kiterjeszthető-e listaszínezésre. Bármely k ≤ 4-re igaz, hogy a k listakromatikus számú gráf tartalmaz k csúcsú klikket minorként. A síkba rajzolható gráfok maximális listakromatikus száma azonban 5 és nem 4, ezért ez a kiterjesztés már a K5-minormentes gráfokra sem teljesül. Általánosabban, minden t ≥ 1-re léteznek gráfok, melyek Hadwiger-száma 3t + 1 és melyek listakromatikus száma 4t + 1.
Gerards és Seymour sejtése szerint minden k kromatikus számú G gráf tartalmazza a Kk teljes gráfot páratlan minorként. Egy ilyen struktúra leírható G k darab csúcsdiszjunkt részfáinak családjaként, melyek mindegyike 2-színezett oly módon, hogy bármely két részfa egyszínű éllel van összekötve. Bár a páratlan Kk minor nélküli gráfok nem feltétlenül ritkák, hasonló felső korlát vonatkozik rájuk, mint a standard Hadwiger-sejtésre: egy páratlan Kk minor nélküli gráf kromatikus száma χ(G) = O(k √log k).
Néhány G-re vonatkozó további feltétel teljesülésekor lehetőség nyílhat Kk-nál nagyobb minorok létezésének bizonyítására. Példa erre a W. T. Tutte által felvetett és 2001-ben Robertson, Sanders, Seymour és Thomas által állítólag bizonyított snark-tétel, miszerint minden legalább 4 élkromatikus számú 3-reguláris gráf tartalmazza a Petersen-gráfot minorként.

## Fordítás
- Ez a szócikk részben vagy egészben a Hadwiger conjecture (graph theory) című angol Wikipédia-szócikk ezen változatának fordításán alapul.  Az eredeti cikk szerkesztőit annak laptörténete sorolja fel. Ez a jelzés csupán a megfogalmazás eredetét és a szerzői jogokat jelzi, nem szolgál a cikkben szereplő információk forrásmegjelöléseként.